# Гази-Мансур
Гази-Мансур (Гази Мансур, Газы-Мансур, Мансур Медини) — легендарная личность, мусульманский шейх, почитаемый в Крыму. На месте предполагаемого захоронения Гази-Мансура в долине Марьям-Дере близ Бахчисарая находилось текие и мечеть. Согласно Исмаилу Гаспринскому, захоронение является одним из главных азизов, почитаемых крымскими татарами.

## Версии биографии

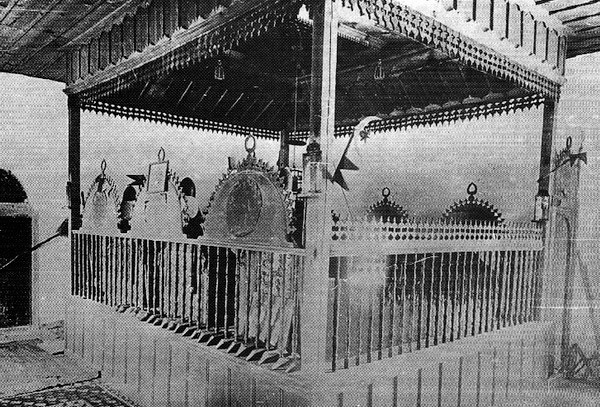
Погребение Гази-Мансура, 1890-е годы

Согласно сведениям османского путешественника Эвлия Челеби, оставившего первые письменные сведения о Гази-Мансуре в XVII веке, он именовался как Мансур Медини. Медини — часть имени (нисба) — указывает на его аравийское происхождение. Являлся сахабом (сподвижником) пророка Мухаммада. Гази-Мансур участвовал в битве у Аккермана, а затем доставил в Крым и омыл тело погибшего во время сражения Малика Аштера. Погибший был захоронен близ Бахчисарая в местности Эски-Юрт. После битвы Гази-Мансур стал шахидом и позднее был захоронен в долине Марьям-Дере. Со временем на его могиле было выстроено здание, ставшее местом поклонения.
Согласно легенде, записанной Исмаилом Гаспринским, Гази-Мансур при жизни знал, что Крым будет заселён последователями ислама, и перед смертью прибыл на полуостров для того, чтобы потомки открыли местонахождение его могилы. Впоследствии могила была найдена шейхами Халилом и Рамазаном из Бухары. По преданию, Рамазан несколько раз во сне видел могилу святого, находящуюся в лощине близ Чуфут-Кале, а прибыв в Крым, по велению святого он отыскал могилу и выстроил на этом месте текие, где и сам был захоронен в 1434 году.
В 1918 году историк и фольклорист Никандр Маркс опубликовал легенду, услышанную четырьмя годами ранее от одного из смотрителей Ханского дворца Хали-Уллу Абибулаева. Из неё следует, что Гази-Мансур являлся уроженцем Крыма и возрасте 100 лет решил совершить хадж. Во время молитвы на караван паломников напали арабы, отрубившие Гази-Мансуру голову. После этого Гази-Мансур появился в Крыму, где его видели несущим собственную голову на руках. Также Маркс указывал, что у Гази-Мансура был брат, который захоронен в Алупке.
Анализируя предания о сподвижниках пророка Мухаммада в Крыму, исследователь Нариман Абдульваап рассматривал вопрос, насколько реалистично было их присутствие на территории полуострова в середине VII века. По мнению Абдульваапа, поскольку в осаде Константинополя арабами 668—669 годов участвовал сподвижник Мухаммеда Абу Айюб аль-Ансари, некоторые из сподвижников пророка теоретически могли как во время, так и после осады Константинополя достичь Крыма для распространения ислама.
Востоковед Михаил Якубович указывает, что поскольку имя Гази-Мансура не упоминается в ранних исламских источниках, то его имя нужно понимать метафорически, поскольку «Гази» означает «борец за веру», а «Мансур» — «тот, кому помогает Бог».

## Захоронение

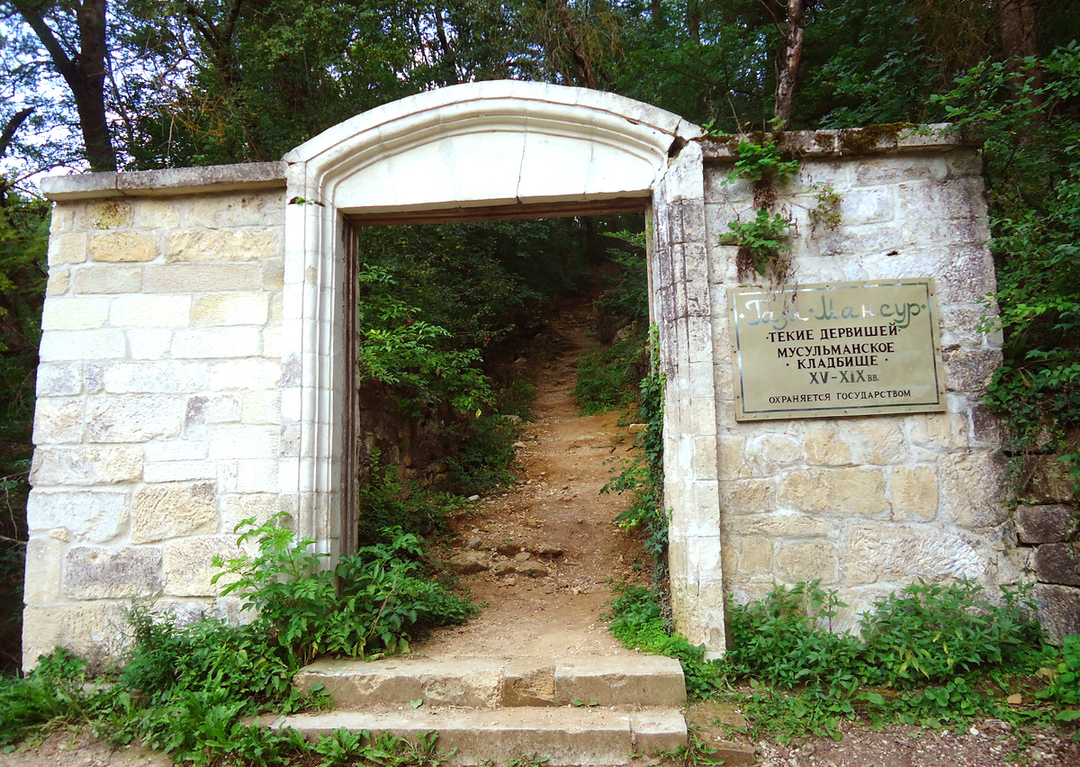
Арка при входе на кладбище «Гази-Мансур»

По предположению Наримана Абдульваапа, могила Гази-Мансура на самом деле являются не захоронением, а представляют собой место, где можно вступить в духовное общение со святым. На месте предполагаемого погребения Гази-Мансура был выстроен монастырь (текие), просуществовавший до 1930-х годов. По одной из версий, обитель на этом месте появилась благодаря Менгли I Гераю. Текие пользовалась покровительством крымских ханов и вероятно принадлежала суфийскому братству халватия.
Там же существовала мечеть, где собирались на пятничную молитву мусульмане из Бахчисарая. В 1912 году Исмаил Гаспринский писал, что могила Гази-Мансура содержится в удовлетворительном состоянии. Однако в стихотворении поэта Хабибуллы Керема из сборника «Бутон мыслей» (Гунча-йи афкар) говорится, что к началу XX века могила находилась в состоянии запущенности.
Исходя из собранных в 1920-е годы данных Османа Акчокраклы следует, что в сохранившемся к тому времени мавзолее захоронены Гази-Мансур, а также шейхи Халил и Рамазан. В летний период могилу ежедневно посещали крымские татары, а один раз в год у могилы собирались дервиши. Исмаил Гаспринский включил могилу Гази-Мансура в число восьми наиболее известных крымских азизов. Вновь кладбище и могила Гази-Мансура была найдена и исследована в 1969—1975 годах историком Владимиром Гурковичем.